# ジャン＝マリー・ヒューロット
ジャン=マリー・ヒューロット（フランス語: Jean-Marie Hullot、1954年2月16日 - 2019年6月17日）は、フランスのソフトウェアエンジニア、コンピュータ科学博士。フランス語での発音はジャン=マリー・ユロが近い。
Macintosh (Mac) 用ソフト「SOS Interface」、NeXTのInterface Builder、Mac OS X上の添付ソフト「iCal」と「iSync」を開発した人物である。

## 経歴
（注）経歴は、複数の組織のポストを兼務し期間が重なる部分がある。
パリ西部のエコール・ノルマル・シュペリウール・ド・サンクルで学んだ後、パリ・オルセー大学（Université Paris-Orsay、現・パリ南大学　Université de Paris-Sud）で学び、1981年にコンピュータサイエンスの博士号を取得。指導教官はジェラール・ユエ（fr:Gérard Huet）であった。
1979年から1986年にかけてフランス国立情報学自動制御研究所（INRIA）で研究者として勤務。
Macintosh (Mac) 用ソフト「SOS Interface」の開発に携わった後、スティーブ・ジョブスが創業した直後の1986年にNeXTへ入社、「NeXTSTEP」の開発に携わり、Interface Builderの開発を担当した。
Appleによる携帯電話（後にiPhoneとして実現）のアイディアをジョブズに吹き込み、及び腰だったジョブズを説得することに成功、その最初の開発プロジェクトのリーダーとして、Apple France内で20名程度の極秘チームを率いた。また2001年から2005年までApple Franceでアプリケーション開発担当CTOとして、Mac OS X上の添付ソフト「iCal」と「iSync」を開発した。
2005年にAppleが（あるいはジョブズが）iPhoneの開発の場をアメリカ本社に集約する決定をしたが、ヒューロットはフランスを離れることを望まず、プロジェクトを辞めAppleから離れた。
RealNamesを設立。次にオンラインの写真百科サービス「フォトペディアen:Fotopedia」を開始し、その法人のCEOを務めた（2014年まで）。
2012年には「Iris」という名の「地球のはかない美しさを護る」ための環境保護団体を設立し、その代表を務めた。
2019年6月17日に死去。65歳没。